# Щасливчик Люк (комікс)
Щасливчик Люк (англ. Lucky Luke) — серія коміксів; уперше її опублікував 1947 року бельгійський художник Моріс де Бевер, він відоміший під псевдонімом «Морріс». Головним героєм коміксу є Щасливчик Люк, безстрашний ковбой на Дикому Заході; він «стріляє швидше від своєї тіні». Разом із коміксами «Пригоди Тінтіна» та «Астерікс і Обелікс», «Щасливчик Люк» є одним із найвідоміших та найпродаваніших коміксів у Європі, його пригоди перекладено безліччю мов світу, за мотивами цих коміксів зфільмовано мультиплікаційні й художні стрічки та серіали.
Уперше комікс «Щасливчик Люк» опубліковано 7 грудня 1946 на сторінках бельгійського журналу Spirou. Його перша пригода звалася Arizona 1880. За кілька років де Бевер розпочав співпрацю з письменником Рене Госіні, що став писати сценарії коміксів. Їхньою першою спільною працею стала історія Des rails sur la prairie, її опубліковано 25 серпня 1955 в Spirou. У 1967 році де Бевер та Госіні поміняли видання на французький журнал Pilote.
Після смерті Госіні 1977 року де Бевер працював із різними сценаристами. Моріс де Бевер помер 2001 року у віці 77 років, але два роки потому французький художник Ашде продовжив серію коміксів про Щасливчика Люка.